# Bernardo Fernandes da Silva
Bernardo Fernandes da Silva (vzdevek Bernardo), brazilski nogometaš, * 20. april 1965, São Paulo, Brazilija.
Za brazilsko reprezentanco je odigral 5 uradnih tekem.